# Cocora
Cocora è un comune della Romania di 2 067 abitanti, ubicato nel distretto di Ialomița, nella regione storica della Muntenia.